# Villiers-sur-Tholon
Villiers-sur-Tholon är en kommun i departementet Yonne i regionen Bourgogne-Franche-Comté i norra Frankrike. Kommunen ligger i kantonen Aillant-sur-Tholon som tillhör arrondissementet Auxerre. År 2018 hade Villiers-sur-Tholon 465 invånare.

## Befolkningsutveckling
Antalet invånare i kommunen Villiers-sur-Tholon
| Referens: INSEE |